# الأطفال (صراع العروش)
الأطفال (بالإنجليزية: The Children)‏ هي الحلقة العاشرة من الموسم الرابع من المسلسل الفانتازي صراع العروش، والمُقتبس من سلسلة روايات أغنية الجليد والنار للمؤلف جورج ر. ر. مارتن، وهي الحلقة رقم 40 من المسلسل ككل. عُرضت الحلقة لأول مرة في 15 يونيو 2014، على شبكة إتش بي أو المُنتجة للمسلسل، وكانت من كتابة ديفيد بينيوف، ودي. بي. وايس، ومن إخراج أليكس غريفز.

## ملخص الحلقة
يصل (جون سنو) الي قائد الهمج (مانس) ويفكر في قتله ولكن يصل جيش (ستانيس براثيون) ويلقى القبض على (مانس) وفي القلعة السوداء يحرقون جثث الذين ماتوا في المعركة ويحرق (جون) جثة (إيغريت).يتقدم أحد الرجال إلى (دينيريس) ويخبرها ان تنينها قتل طفلته الصغيرة فتقوم (دينيريس) بحبس تنينيها في سرداب.يصل (بران ستارك) ورفاقه إلى الشمال ويعثرون على الغراب ذي العيون الثلاثة ولكنهم واجهوا هياكل عظمية قتلت (جوجن).وفي كينغز لاندينغ يهرب (جيمي) اخاه (تيريون) ويقول له ان لورد (فاريس) سيقوم بتهريبه ولكن (تيريون) يعثر على (شاي) في سرير والده (تايوين) ويقوم بخنقها ويتجه إلى الحمام حيث كان والده ويقوم بإطلاق سهمين عليه وقتله والهرب مع لورد (فاريس).

## الإنتاج
سيناريو الحلقة كان من كتابة ديفيد بينيوف، ودي. بي. وايس، وأُختير أليكس غريفز لإخراجها. كان أنيت هيلميك مديرًا لتصوير الحلقة، وتيم بورتر محررًا لها، أما موسيقى الحلقة التصويرية فكانت من تلحين رامين جوادي.

## نسب المشاهدة
| الموسم | الموسم | رقم الحلقة | رقم الحلقة | رقم الحلقة | رقم الحلقة | رقم الحلقة | رقم الحلقة | رقم الحلقة | رقم الحلقة | رقم الحلقة | رقم الحلقة | المتوسط |
| الموسم | الموسم | 1          | 2          | 3          | 4          | 5          | 6          | 7          | 8          | 9          | 10         | المتوسط |
| ------ | ------ | ---------- | ---------- | ---------- | ---------- | ---------- | ---------- | ---------- | ---------- | ---------- | ---------- | ------- |
|        | 1      | 2.22       | 2.20       | 2.44       | 2.45       | 2.58       | 2.44       | 2.40       | 2.72       | 2.66       | 3.04       | 2.52    |
|        | 2      | 3.86       | 3.76       | 3.77       | 3.65       | 3.90       | 3.88       | 3.69       | 3.86       | 3.38       | 4.20       | 3.80    |
|        | 3      | 4.37       | 4.27       | 4.72       | 4.87       | 5.35       | 5.50       | 4.84       | 5.13       | 5.22       | 5.39       | 4.97    |
|        | 4      | 6.64       | 6.31       | 6.59       | 6.95       | 7.16       | 6.40       | 7.20       | 7.17       | 6.95       | 7.09       | 6.84    |
|        | 5      | 8.00       | 6.81       | 6.71       | 6.82       | 6.56       | 6.24       | 5.40       | 7.01       | 7.14       | 8.11       | 6.88    |
|        | 6      | 7.94       | 7.29       | 7.28       | 7.82       | 7.89       | 6.71       | 7.80       | 7.60       | 7.66       | 8.89       | 7.69    |
|        | 7      | 10.11      | 9.27       | 9.25       | 10.17      | 10.72      | 10.24      | 12.07      | غ/م        | غ/م        | غ/م        | 10.26   |
|        | 8      | 11.76      | 10.29      | 12.02      | 11.80      | 12.48      | 13.61      | غ/م        | غ/م        | غ/م        | غ/م        | 11.99   |

## وصلات خارجية
- الأطفال على موقع IMDb (الإنجليزية)
- الأطفال على موقع ميتاكريتيك (الإنجليزية)
- الأطفال على موقع روتن توميتوز (الإنجليزية)
- الأطفال على موقع أول موفي (الإنجليزية)